# Kim Seung-Pyo
Kim Seung-Pyo (en coreano: 김승표; 1 de octubre de 1965) es un deportista surcoreano que compitió en esgrima, especialista en la modalidad de florete. Ganó una medalla de bronce en el Campeonato Mundial de Esgrima de 1998 en la prueba por equipos.

## Palmarés internacional
| Campeonato Mundial | Campeonato Mundial        | Campeonato Mundial | Campeonato Mundial  |
| Año                | Lugar                     | Medalla            | Prueba              |
| ------------------ | ------------------------- | ------------------ | ------------------- |
| 1998               | La Chaux-de-Fonds (Suiza) | Medalla de bronce  | Florete por equipos |